# Нижний Токмак
Нижний Токмак (укр. Нижній Токмак) — село,
Верхнетокмакский сельский совет,
Черниговский район,
Запорожская область,
Украина.
Код КОАТУУ — 2325581202. Население по переписи 2001 года составляло 103 человека.

## Географическое положение
Село Нижний Токмак находится на расстоянии в 1 км от посёлка Верхний Токмак Первый и в 3-х км от села Верхний Токмак.
Рядом проходит железная дорога, станция Верхний Токмак 1 в 1-м км.

## История
- 1790 год — дата основания.